# Martina Hrašnová
Martina Hrašnová (ur. 21 marca 1983 w Bratysławie) – słowacka lekkoatletka specjalizująca się w rzucie młotem, brązowa medalistka mistrzostw świata.
W 2008 zajęła ósme miejsce podczas igrzysk olimpijskich w Pekinie z wynikiem 71,00. W 2001 roku zdobyła srebro mistrzostw Europy juniorów, a rok później na Jamajce została wicemistrzynią świata juniorów. Bez powodzenia startowała w 2001 oraz 2007 w mistrzostwach świata. Dwukrotnie - w 2002 oraz 2006 - brała udział w mistrzostwach Europy jednak w obu startach nie awansowała do finału. Druga zawodniczka Światowego Finału IAAF (Stuttgart 2008). 22 sierpnia 2009 osiągnęła największy dotychczasowy sukces w karierze zdobywając brązowy medal mistrzostw świata w Berlinie. W kończącym sezon Światowym Finale IAAF zajęła 3. lokatę. W 2010 urodziła córkę – Rebekę. Hrašnová była uczestniczką igrzyskach olimpijskich w Londynie (2012), gdzie w eliminacjach zajęła 20. lokatę i nie awansowała do finału. Złota medalistka (w drużynie) igrzysk europejskich (2015) – indywidualnie zwyciężyła w rzucie młotem z wynikiem 69,31 m. Medalistka mistrzostw Słowacji oraz reprezentantka kraju w zawodach pucharu Europy (na obu tych imprezach zdarzały się jej również triumfy w pchnięciu kulą). Od 3 sierpnia 2003 do 2 sierpnia 2005 była zawieszona za stosowanie niedozwolonego dopingu. Rekord życiowy: 76,90 (16 maja 2009, Trnawa) – rekord Słowacji.